# NGC 1158
NGC 1158 je galaksija u zviježđu Eridan.

## Vanjske poveznice
- SEDS: NGC 1158